# Pascual de Gregorio
Pascual de Gregorio Contreras (n. Chile, 5 de marzo de 1972) es un exfutbolista chileno, que se desempeñaba como delantero. Es hermano del también futbolista Diego de Gregorio, actualmente dirige escuelas de fútbol de Colo Colo en Puente Alto.

## Historia
Nació en Coronel. Su abuelo era italiano y su padre comerciante. Sus padres se mudaron a Santiago cuando tenía 11 años, y comenzó a jugar en las divisiones inferiores de Audax Italiano.
Estando en Audax jugó en una selección nacional juvenil dirigida por Arturo Salah, y comenzó un peregrinaje que lo llevó a provincias, primero, y luego al extranjero.
Luego de pasar por distintos equipos a principios de la década de los 90, en 1996 llega a Rangers, equipo que competía en la Primera B. El año 1996 Rangers llega a la final de copa chile con Pascual de titular en ambas finales Un año más tarde logra salir campeón con Rangers, obteniendo así el ascenso directo a la primera división.
En 1999 es traspasado desde Coquimbo Unido al Bari de Italia, donde no gozó de mucha regularidad. En 2003, tras un paso por Cobreloa, incursiona en el fútbol chino, jugando para el Gansu Tianma. Su retiro del fútbol lo concretó en 2005, jugando para Unión San Felipe.
En 2003 retorna a Rangers donde el club logra clasificar a los play-offs del apertura con Pascual haciendo un total de 4 goles en la fase regular, en octavos de final Pascual vuelve a anotar, sin embargo no es suficiente y Rangers termina eliminado.
En la actualidad, De Gregorio se desempeña como entrenador de fútbol de jóvenes talentos chilenos en escuelas particulares. Además asesora a clubes amateurs.
En 2014 asume como director técnico de Deportes Rengo, equipo de Tercera A.

## Selección nacional
Formó parte de la sub-23 de Chile en el Preolímpico de 1992.

### Participaciones en Preolímpicos
| Torneo                     | Sede     | Resultado    |
| -------------------------- | -------- | ------------ |
| Preolímpico Sub-23 de 1992 | Paraguay | Primera Fase |

## Clubes

### Como jugador
| Club               | País   | Año       |
| ------------------ | ------ | --------- |
| CTC                | Chile  | 1989      |
| Audax Italiano     | Chile  | 1990-1992 |
| Provincial Osorno  | Chile  | 1993      |
| Deportes Melipilla | Chile  | 1993      |
| Palestino          | Chile  | 1994      |
| Unión Santa Cruz   | Chile  | 1995      |
| Rangers            | Chile  | 1996-1997 |
| Santiago Morning   | Chile  | 1998      |
| Coquimbo Unido     | Chile  | 1998-1999 |
| AS Bari            | Italia | 1999-2002 |
| Cobreloa           | Chile  | 2002      |
| Gansu Tianma       | China  | 2003      |
| Rangers            | Chile  | 2003      |
| Santiago Wanderers | Chile  | 2004      |
| Unión San Felipe   | Chile  | 2005      |

### Como entrenador
| Club           | País  | Año  |
| -------------- | ----- | ---- |
| Deportes Rengo | Chile | 2014 |

## Palmarés

### Títulos nacionales
| Título    | Equipo  | País  | Año            |
| --------- | ------- | ----- | -------------- |
| Primera B | Rangers | Chile | Primera B 1997 |